# Flinders Bay
Flinders Bay är en vik i Australien. Den ligger i delstaten Western Australia, omkring 270 kilometer söder om delstatshuvudstaden Perth.